# Mimetus dimissus
Espèce
Synonymes
- Mimetus interfector dimissus Petrunkevitch, 1930

Mimetus dimissus est une espèce d'araignées aranéomorphes de la famille des Mimetidae.

## Distribution
Cette espèce est endémique des Antilles. Elle se rencontre à Porto Rico et à Antigua.

## Description
Le mâle décrit par Brignoli en 1984 mesure 2,70 mm et la femelle 4,75 mm.

## Publication originale
- Petrunkevitch, 1930 : The spiders of Porto Rico. Part two. Transactions of the Connecticut Academy of Arts and Sciences, vol. 30, p. 159-356.